# Труффи, Ферруччо
Ферруччо Труффи (итал. Ferruccio Truffi; 7 июня 1859, Кастеджо — 13 января 1947, Павия) — итальянский химик и фармацевт, профессор и президент венецианского института «Ateneo Veneto».

## Биография
До 1884 года Ферруччо Труффи изучал химию и фармацевтику в Павии; работал лаборантом у Вильгельма Корнера (Guglielmo Koerner, 1839—1925) в Милане, где стал ассистентом в октябре 1884 года. Оттуда он перешел в Высшую школу сельского хозяйства (Scuola superiore di agricoltura di Milano), а затем вернулся в Павию; с 1890 по 1892 год работал Монце. В 1893 году стал профессором в Университете Ка-Фоскари, который в те годы возглавлял историк Джино Луццатто; в 1907 году Труффи стал полным профессором.
Работал в институте «Ateneo Veneto» и с 1913 по 1915 год являлся редактором одноименного журнала. Первая мировая война оказала заметное влияние на деятельность института: хотя журнал продолжал издаваться в первые годы конфликта, к концу войны он практически прекратил свое существование, а лекции были прекращена. 4 ноября 1917 года институт был закрыт, но повторно открылся уже 23 ноября 1918 — конференции и лекции были возобновлены в феврале 1919.
После прихода к власти партии Муссолини «Ateneo Veneto» оказался в сложном положении: 16 ноября 1925 года его директор был вынужден уйти в отставку — его преемником стал Труффи, который серии конфликтов также ушел в отставку в ноябре 1929 года после. В 1928 году сам институт был подчинен Министерству образования, хотя и сохранил значительную самостоятельность. Труффи скончался в 1947 году.

## Основные работы
- Le pelli di cuoio, 1901.
- Prolegomeni alla Merceologia, 1903.
- Le fibre tessili gregge nel commercio e nell’industria, 1909.
- Le Lezioni di Merceologia.